# Ka-Chi
Ka-Chi is een zanger-liedjesschrijver die in Nigeria is opgegroeid en nu in Baltimore, Maryland woont. Zijn muziek wordt getypeerd als "feelgood met een positieve vibe".

## Levensloop
Ka-Chi luisterde tijdens zijn peuterjaren veel naar de radio en zo hoorde hij muzikanten die hem later in zijn leven zouden inspireren voor zijn muziek. Zijn ouders gaven hem op achtjarige leeftijd een keyboard. Hij leerde zichzelf het instrument bespelen en schreef ook liedjes vanaf deze leeftijd.
Ka-Chi verhuisde later naar de Verenigde Staten en voelde zich meer aangetrokken tot het geluid van de akoestische gitaar. Tevens schreef hij zelf wederom zijn liedjes en zo kwam zijn debuut-cd tot stand. Al is het een EP met vijf liedjes, toch werd vooral de single “Give My Soul Liberty” zeer gewaardeerd in de Verenigde Staten. De cd was ook geheel door Ka-Chi zelf geproduceerd.
Nadat de eerste cd was uitgegeven toerde hij door Philadelphia, New York, Baltimore Maryland, New Jersey en Virginia. Deze toer duurde twee jaar en daarna besloot Ka-Chi om zijn tweede cd “Come On Home” op te nemen, deze kwam in oktober 2008 uit. Het kwam op nummer twee te staan in de World Music Charts.
De liedjes van Ka-Chi worden vooral gewaardeerd door zijn fans omdat ieder liedje een eigen verhaal met een boodschap vertelt met een eerlijke oprechtheid, fictief of uit zijn eigen leven gegrepen.

## Uitleg van zijn naam
De inwoners van Nigeria die de Igbo-taal spreken gaan ervan uit dat elke persoon zijn eigen persoonlijke spirituele voogd heeft. Deze voogd heeft altijd de naam Chi. De Chi is aanwezig voor, tijdens en na de geboorte. De Chi die de persoon begeleidt is de personificatie van het lot van de persoon. Het wordt verantwoordelijk gesteld voor de persoonlijke levenssfeer, successen, tegenslagen en mislukkingen.

## Discografie

### Albums
| Jaar | Album                        |
| ---- | ---------------------------- |
| 2006 | Soul Liberty - Demo Sessions |
| 2008 | Come on Home                 |